# Église de la Translation-des-Reliques-de-Saint-Nicolas de Deliblato
Pour les articles homonymes, voir Église de la Translation-des-Reliques-de-Saint-Nicolas.
L'église de la Translation-des-Reliques-de-Saint-Nicolas de Deliblato (en serbe cyrillique : Црква Преноса моштију Светог Николе у Делиблату ; en serbe latin : Crkva Prenosa moštiju Svetog Nikole u Deliblatu) est une église orthodoxe serbe située à Deliblato, dans la province autonome de Voïvodine, dans la municipalité de Kovin et dans le district du Banat méridional en Serbie. Elle est inscrite sur la liste des monuments culturels de grande importance de la république de Serbie (identifiant no SK 1462).

## Présentation

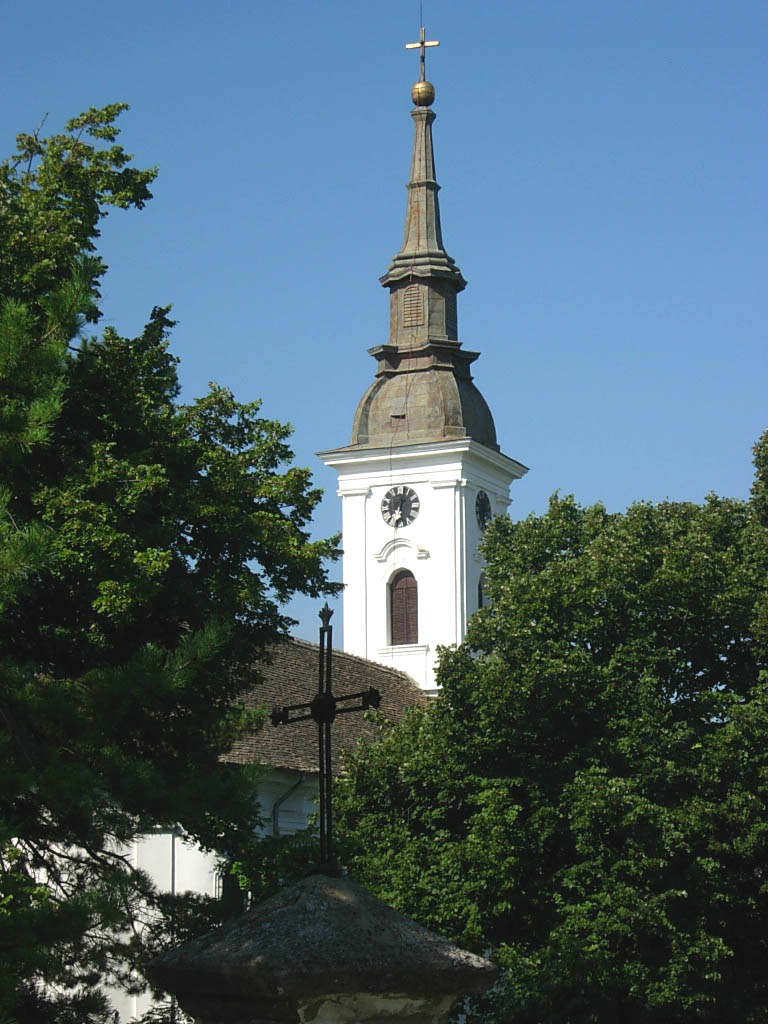
Détail du clocher de l'église

Selon les archives qui datent de 1861, l'église Saint-Nicolas a été construite en 1778, à l'emplacement d'un édifice plus ancien détruit à l'occasion de l'érection de cette nouvelle église de style baroque,. En 1826, l'église a été frappée par la foudre et le clocher et le toit ont été presque entièrement détruits ; les travaux de reconstruction ont été entrepris en 1861. 
À l'intérieur, l'iconostase a été peinte en 1778 par Jakov Orfelin qui est, avec Teodor Kračun, l'un des peintres baroques serbes les plus importants du XVIIIe siècle. L'église abrite également une icône représentant le Christ au tombeau, peinte par Živko Petrović en 1858-1859 et encadrée d'une sculpture en bois doré réalisée par Mihailo Kostić en 1861,. Sur les piliers du narthex se trouvent des icônes représentant le Christ et la Mère de Dieu, caractéristiques du premier baroque, qui pourraient provenir de l'iconostase d'une église plus ancienne.